# Copa de Verano 2017
La Copa de Verano, fue un torneo de verano de fútbol de carácter amistoso que se disputaba entre los 2 equipos más grandes de Uruguay y 2 invitados extranjeros. Este torneo es la continuación de la Copa Antel.

## Semifinales
|  | Por definir | vs. | Por definir | Estadio Centenario, Montevideo |  |

|  | Nacional | vs. | Peñarol | Estadio Centenario, Montevideo |  |

## Tercer puesto
|  | Por definir | vs. | Por definir | Estadio Centenario, Montevideo |  |

## Final
|  | Por definir | vs. | Por definir | Estadio Centenario, Montevideo |  |